# Суперспоруди

Суперспоруди (англ. MegaStructures) - документальний телевізійний серіал каналу National Geographic. Висвітлює питання будівництва, функціонування та знищення найбільших споруд побудованих людиною. Кожна серія дає короткий екскурс в історію створення кожної суперспоруди, її застосування і коротко розповідається про перспективи розвитку.
Ряд серій пізніше були виділені в окремі серіали, такі як: Суперспоруди стародавнього світу (9 серій), Бойові машини (3 серії), Мегазаводи, Мегаслом, Супермости, Грандіозні переїзди.